# Помароло (Бергамо)
Помароло (итал. Pomarolo) је насеље у Италији у округу Бергамо, региону Ломбардија.
Према процени из 2011. у насељу је живело 18 становника. Насеље се налази на надморској висини од 385 м.